# Државна канцеларија (Руска Империја)
Државна канцеларија (рус. Государственная канцелярия) била је административни орган при Државном савјету Руске Империје од 1810. до 1917. на челу са државним секретаром.

## Историја
Првобитно је државна канцеларија постојала и при Сталном савјету (1801) који је био претходник Државног савјета (1810). Њен руководилац је био тајни савјетник Дмитриј Трошчински. Састојала се из четири одјељења на челу са експедиторима у чину активног грађанског савјетника.
Државна канцеларија је формално установљена прогласом од 1. јануара 1810. године (по старом календару) истовремено са Државним савјетом. Њен први руководилац (државни секретар) био је Михаил Сперански. Састојала се од пет одјељења на челу са статс-секретарима.
Објављивањем првог руског устава (1906) и претварањем Државног савјета у горњи дом народног представништва значајно је промијењен састав и дјелокруг Државне канцеларије.

## Састав
Државна канцеларија је била значајна институција при Државном савјету Руске Империје. На њеном челу се налазио државни секретар (рус. государственный секретарь), а сваки департман Државног савјета је имао свог статс-секретара (рус. статс-секретарь). Државна канцеларија се састојала из шест одјељења (1832): Одјељења закона, Одјељења војних послова, Одјељења грађанских послова, Одјељења државне економије, Одјељења послова Опште сједнице и послова државног секретара и Архива. Државног секретара, статс-секретаре и помоћнике статс-секретара постављао је император указом.
Сви предмети који су се подносили Државном савјету на претрес слали су се прво у Државну канцеларију на име државног секретара. Он је утврђивао формалне и материјалне претпоставке за разматрање тих предмета, а затим их слао надлежном одјељењу Државне канцеларије на даље поступање. Одатле су предмети ишли на претрес надлежном департману Државног савјета. Извјестиоци у департманима су били статс-секретари, а на општој сједници Државног савјета извјестилац је био државни секретар. Такође, Државна канцеларија је водила записник на сједницама и достављала га императору.